# Maya Kelly
Maya Kelly (Mineápolis, 7 de noviembre de 2006) es una deportista estadounidense que compite en saltos de gran altura. Ganó una medalla de bronce en el Campeonato Mundial de Natación de 2025, en la prueba de 20 m.

## Palmarés internacional
| Campeonato Mundial | Campeonato Mundial  | Campeonato Mundial | Campeonato Mundial |
| Año                | Lugar               | Medalla            | Prueba             |
| ------------------ | ------------------- | ------------------ | ------------------ |
| 2025               | Singapur (Singapur) | Medalla de bronce  | 20 m               |